# Perdita otiosa
Perdita otiosa là một loài Hymenoptera trong họ Andrenidae. Loài này được Timberlake mô tả khoa học năm 1971.